# Jindřich Forejt
Jindřich Forejt (* 26. října 1977 Karlovy Vary) je bývalý český státní úředník. V letech 2004–2016 byl ředitelem odboru protokolu kanceláře prezidenta republiky, a to v období výkonu funkce prezidentů Václava Klause a Miloše Zemana.

## Život a profesní kariéra
Jindřich Forejt se narodil 26. října 1977 v Karlových Varech. Studoval na Právnické fakultě Univerzity Karlovy v Praze a na mnichovské Univerzitě Ludvíka Maxmiliána. Tam se podle vlastního vyjádření seznámil i s protokolem jako profesním oborem. Ačkoliv právnický titul (JUDr.) před jménem užíval, ani jednu z daných vysokých škol podle tiskových mluvčích daných univerzit nedokončil.
Od roku 2002 nastoupil do Kanceláře prezidenta republiky jako stážista, a to pod vedením tehdejšího ředitele protokolu Miroslava Sklenáře. Když v březnu 2003 nahradil Václava Havla v prezidentském úřadu Václav Klaus, Sklenář byl jedním z mála úředníků, který ve své funkci zůstal. V lednu 2004 však odešel k primátorovi Pavlu Bémovi na pražský magistrát jako zástupce ředitele.

### Ředitel protokolu

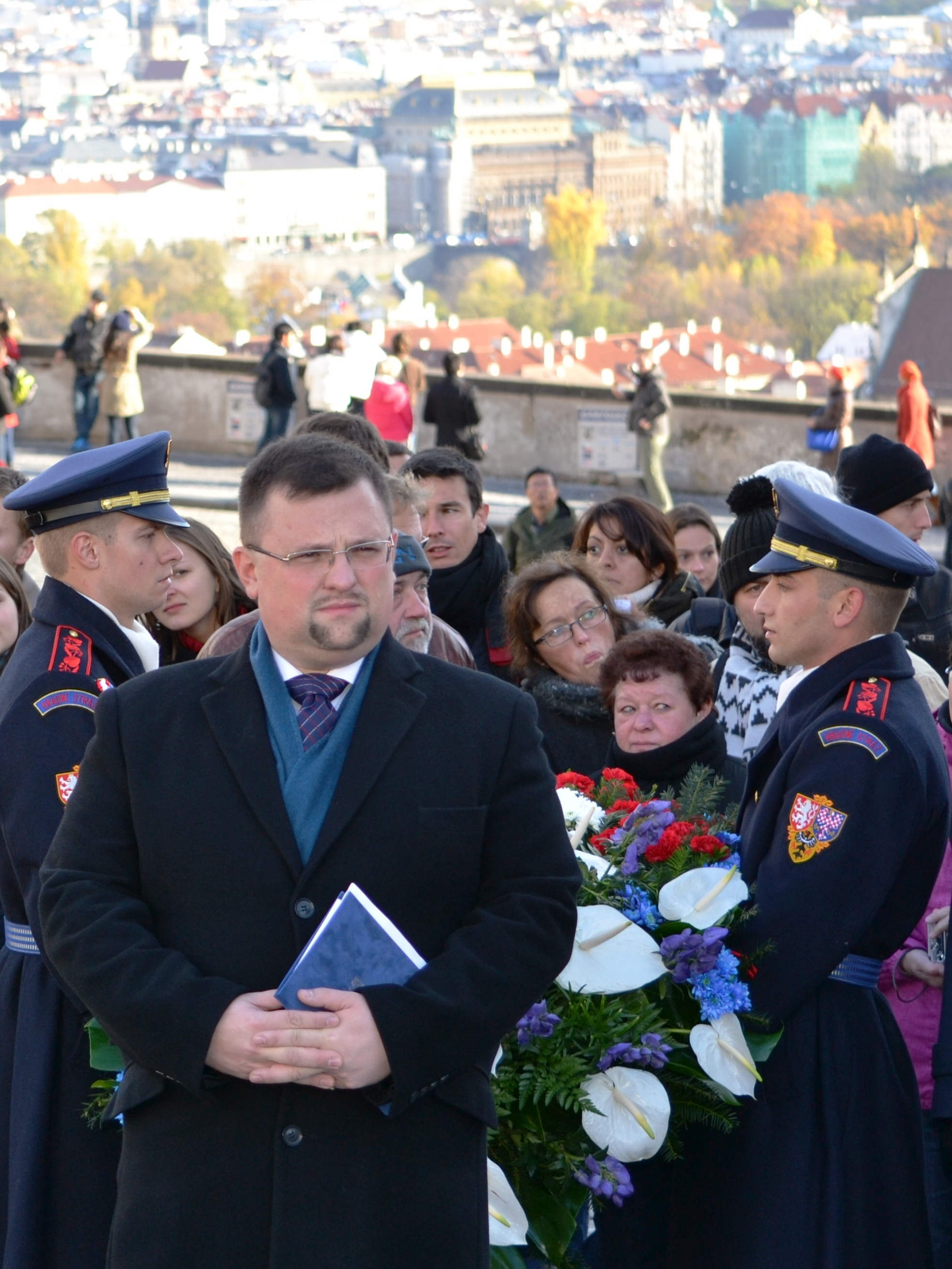
Jindřich Forejt na Hradčanském náměstí v Praze 28. října 2012

Od 1. dubna 2004 byl jmenován Sklenářovým nástupcem na místo ředitele odboru, který má na starost protokolární agendu prezidenta. V této pozici organizačně zajišťoval výkon ústavních pravomocí prezidenta souvisejících se zastupováním státu navenek a připravoval oficiální části prezidentova programu.
Pozornost médií a veřejnosti poutala jeho osobnost obvykle v souvislosti s významnými a hojně sledovanými státními návštěvami jako byli američtí prezidenti George W. Bush a Barack Obama, britský princ Charles či papež Benedikt XVI. Od papeže převzal Řád svatého Řehoře Velikého. Někteří novináři jej pod vlivem osobní všudypřítomnosti při takových událostech označovali přezdívkou „Forejt Gump“. Podílel se také na organizaci státního pohřbu zesnulého prezidenta Václava Havla v prosinci 2011.
V roce 2012 byl jedním z hradních úředníků, jejichž nezveřejněná výše platu byla předmětem správní žaloby. Kancelář prezidenta republiky po prohraném soudním sporu zveřejnila mimo jiné, že jeho měsíční plat jako ředitele protokolu přesáhl za první pololetí roku 2012 osmdesát tisíc korun.
Byl rovněž předmětem sporu mezi prezidentem Václavem Klausem a ministrem zahraničních věcí Karlem Schwarzenbergem v průběhu roku 2012, když jej prezident prosazoval na post velvyslance ve Vatikánu namísto dosavadního Pavla Vošalíka, což ministr zprvu odmítal a v srpnu 2012 Vošalíkův mandát prodloužil. V lednu 2013 nakonec ministr prezidentovi vyhověl a Forejta na velvyslance navrhl vládě. Vláda 6. února jeho návrh schválila. Poté však nastupující prezident Miloš Zeman oznámil, že Forejt zůstane i nadále ředitelem hradního protokolu. Přesto jej v dubnu 2015 při audienci u papeže Františka představil jako jím preferovaného budoucího velvyslance ve Vatikánu, což se setkalo s kritikou dvou bývalých velvyslanců Pavla Jajtnera a Františka X. Halase.
V prosinci 2013 zveřejnily Lidové noviny a následně server iDNES.cz informaci, že pracuje na pozici vyžadující vysokoškolské vzdělání (13. platová třída), ačkoliv sám vysokoškolské vzdělání pravděpodobně nemá. Dne 24. června 2014 Lidové noviny informovaly o jeho údajné rezignaci, kterou prezident Zeman dosud nepřijal. Tiskový mluvčí Hradu Jiří Ovčáček takovou informaci potvrdil s tím, že po přátelském rozhovoru s prezidentem byla rezignace stažena.
Dne 5. prosince 2016 média informovala o tom, že by měl Forejt ve své funkci skončit kvůli „řadě pracovních selhání“ a také kvůli kompromitujícímu videu, které získal server Hlídací pes a jež ho údajně zachycuje při požívání tvrdých drog a oddávání se činnostem sexuálního rázu ve společnosti neidentifikovaného muže. Již 2. prosince měla být zapečetěna jeho kancelář. Dne 6. prosince pak kancelář prezidenta republiky zveřejnila tiskovou informaci, že se protokolář k tomu datu „z osobních a zdravotních důvodů“ vzdal místa a požádal o rozvázání pracovního poměru dohodou k 31. prosinci 2016. Ve čtvrtek 8. prosince kancléř Vratislav Mynář pověřil vedením odboru Miroslava Sklenáře, jehož Forejt v minulosti vystřídal a který měl být podle médií připraven Forejta znovu nahradit už v roce 2014. K 2. lednu 2017 ukončil na vlastní žádost i služební poměr na Ministerstvu zahraničních věcí ČR.

### Dílo
Je spoluautorem publikací Marie Terezie : 300 let od narození a Česko-německá deklarace: dvacet let poté.

### Další působení
V únoru 2017 nastoupil jako zaměstnanec do Institutu Václava Klause.

### Osobní život
Podle Deníku byl k srpnu 2012 svobodný a bezdětný. Ovládá němčinu, angličtinu, francouzštinu, ruštinu a učí se italštinu.

### Údajné úmrtí
Dne 2. března 2021 bylo oznámeno, že byl Forejt převezen do nemocnice s příznaky mrtvice. Později téhož dne zveřejnil bývalý ministr kultury Daniel Herman na Twitteru informaci, že zemřel. Informace o úmrtí se začala šířit médii a po čase byla dementována Fakultní nemocnicí v Motole. Dne 15. března 2021 se probral z umělého spánku.

## Ocenění
Za významný osobní podíl na spolupráci s Kanceláří náčelníka Generálního štábu AČR mu byl  21. června 2007 náčelníkem Generálního štábu AČR generálporučíkem Vlastimilem Pickem udělen Čestný odznak Přemysla Otakara II., krále železného a zlatého. Zároveň obdržel Pamětní odznak Kanceláře NGŠ AČR z rukou jejího ředitele plukovníka Milana Šeinera. Za výtečnou organizaci papežské návštěvy v Česku udělil olomoucký arcibiskup a předseda České biskupské konference (ČBK) Jan Graubner šéfovi hradního protokolu Jindřichu Forejtovi roku 2010 papežský Řád svatého Řehoře Velikého. Roku 2014 byl vyznamenán velkým záslužným křížem s hvězdou Záslužného řádu Spolkové republiky Německo. Roku 2019 mu byla spolu s Josefem Kořenkem za projekt Rudolf Jan – Muž, jehož srdce bilo pro Olomouc Cena města Olomouce.

## Odraz v kultuře
V roce 2019 o něm česká EBM kapela Vanessa vydala nenávistnou píseň s názvem „Mr. 4/8“.